# Morwa czarna

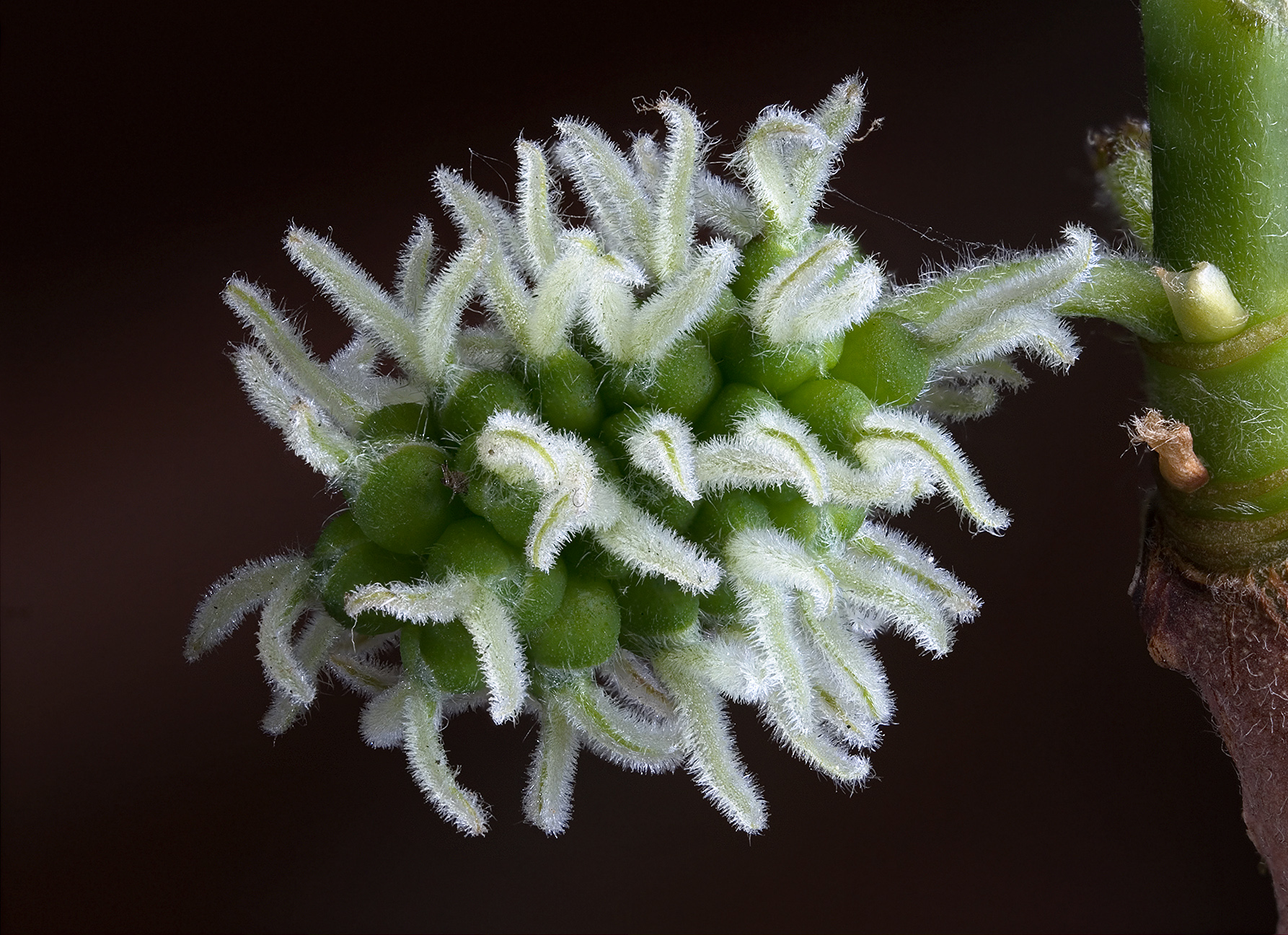
Kwiaty żeńskie

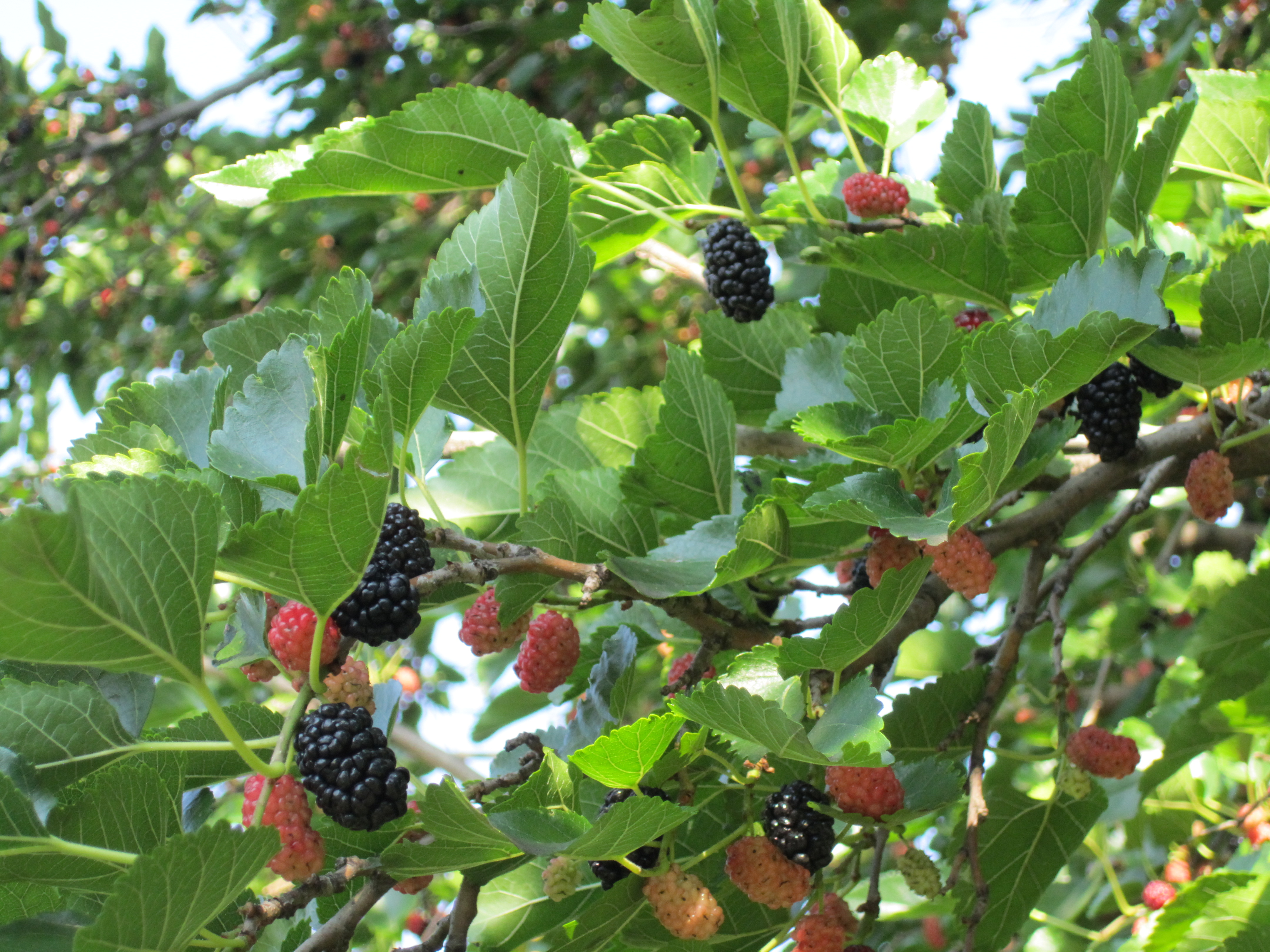
Pędy z owocami

Morwa czarna (Morus nigra L.) – gatunek drzewa z rodziny morwowatych (Moraceae). Pochodzi prawdopodobnie z Iranu. Jako introdukowana rośnie zdziczała w basenie Morza Śródziemnego, w Azji południowej i Środkowej. W Polsce nie występuje. Ponieważ niektóre odmiany uprawianej i dziczejącej morwy białej mają po dojrzeniu fioletowo-czarne owocostany – często są mylnie uznawane za morwę czarną.

## Morfologia
PokrójDrzewo osiągające wysokość 10–15 m, o rozłożystej, gęstej, kulistej koronie.
PieńProsty, okazały, często rozgałęzia się na kilka mocnych konarów. Kora brązowa, bruzdkowana i szorstka.
LiścieUłożone skrętolegle. Osadzone na krótkich ogonkach, owalne, ostro zakończone, u nasady blaszki sercowato wcięte. Brzeg mają grubo piłkowany. Z reguły nieco szorstka blaszka liściowa nigdy nie jest klapowana. Liście są dość silnie owłosione.
KwiatyGatunek jednopienny. Kwiaty męskie składają się z czterech płatków i czterech pręcików, zebrane są we wzniesione kotki. Kwiaty żeńskie zebrane w krótkoszypułowych główkach o zalążniach z dwoma słupkami. Kwitnie w maju lub czerwcu.
OwoceJadalne niełupki otoczone mięsistymi listkami okwiatu. Zebrane w czarne owocostany orzeszkowe rozwijające się z żeńskich kwiatostanów. Owocostany są kuliste lub owalne, długości do 2,5 cm. Są kwaśne, aż do czasu osiągnięcia pełnej dojrzałości, kiedy stają się słodkie
Gatunki podobneMorwa biała. Jest większym drzewem i jest bardziej odporna na mróz. Ma kwiaty z nieowłosionymi słupkami, liście cieńsze i na dłuższych ogonkach, wytwarza mniej soku mlecznego. Owoce ma zazwyczaj czerwone (u niektórych odmian jednak fioletowo-czarne) i mniej smaczne od owoców morwy czarnej.

## Zastosowanie
- Roślina uprawna – uprawiana początkowo głównie jako drzewo owocowe[9]. Prawdopodobnie po raz pierwszy zaczęto ją uprawiać w Iranie. Znali ją już Arystoteles i Aleksander Macedoński[10], pisał o niej Pliniusz Starszy. W Europie po raz pierwszy morwę czarną zaczęto uprawiać we Włoszech za czasów cezara Justyniana Wielkiego (483–565 n.e.), jako pożywienie dla gąsienic jedwabnika morwowego. Dopiero od około 1434 r. zastąpiono ją morwą białą, która lepiej się do tego celu nadaje[8].
- Sztuka kulinarna – owoce są bardzo soczyste, o słodko-kwaśnym smaku, wykorzystywane do wyrobu marmolady, syropu i alkoholi[9].
- Bywa sadzona w krajach o ciepłym klimacie w parkach i przy drogach jako roślina ozdobna. Jest bardziej wrażliwa na mróz od morwy białej, nadaje się do uprawy w strefach 6-10[11].
- Do hodowli jedwabnika morwowego nadaje się gorzej niż morwa biała, gdyż jej owłosione liście utrudniają żerowanie gąsienicom tego owada[9].

## Udział w kulturze
- Wymieniona jest w kilku miejscach Biblii. Z pierwszej Księgi Machabejskiej (6,34) dowiadujemy się, że czerwonym sokiem jej owoców rozjuszono słonie przed walką. W Ewangelii Łukasza (17,6) jest przypowieść Jezusa ze słowami” „Gdybyście mieli wiarę jak ziarnko gorczycy, powiedzielibyście tej morwie: wyrwij się z korzeniem i przesadź się w morze, a byłaby wam posłuszna”. Łatwiej zrozumieć, że wyrwanie morwy z korzeniami było bardzo trudne, jeśli wiemy, że w Judei jej korzenie i pień obsypywano kamieniami i darniami ziemi, by nie uległ złamaniu. Ponadto tak obsypany pień tworzył odrosty, które przejmowały rolę pnia po jego złamaniu (pień morwy jest kruchy)[10].
- Pliniusz Starszy uznawał morwę za symbol roztropności i rozumu, gdyż najpóźniej z wszystkich drzew wiosną rozwija liście, dzięki czemu nie przemarzają one w czasie niespodziewanych wiosennych przymrozków[10].